# Rapolano Terme
Rapolano Terme es una localidad italiana de la provincia de Siena, región de Toscana, con 5.135 habitantes.

Ubicación de la ciudad de Rapolano Terme dentro de la provincia de Siena.

## Evolución demográfica
| Gráfica de evolución demográfica de Rapolano Terme entre 1861 y 2001 |
|                                                                      |
| Fuente ISTAT - Elaboración gráfica por parte de Wikipedia            |